# Verdrag van Bongaja
Het Verdrag van Bongaja werd ondertekend op 18 november 1667 tussen de sultan Hasanuddin van Gowa ofwel Makassar en Cornelis Speelman van de Vereenigde Oostindische Compagnie (VOC). Het verdrag werd opgesteld nadat de troepen van de compagnie, met hulp van Arung Palakka van Bone, die van Gowa hadden verslagen.
Instemmend met de voorwaarden van de overeenkomst, erkende Hasanuddin officieel de macht van de VOC op zijn grondgebied.  
Dit had tot gevolg dat grote beperkingen werden opgelegd op het handelsverkeer van Makassar. Het verdrag schreef voor dat alle handelaren van Makassar een vergunning nodig hadden om zaken te doen in de gebieden die door de VOC werden beheerst. Dit waren onder andere de gebieden: Buton, Makassar, Timor, Bima en de kust van Java.